# Leslie Shaw
Leslie Ann Shaw Thays (Lima, 27 de febrero de 1989) es una cantante, compositora, actriz, modelo y bailarina peruana. En 2011 representó al Perú en el Festival Internacional de la Canción de Viña del Mar. En 2020 recibió un premio Heat Latin Music como mejor artista región sur, siendo la primera artista peruana en obtener el galardón.

## Biografía

### 1989-2010: Primeros años e inicios de su carrera musical
Leslie nació en Lima, Perú. Es hija de los peruanos Richard Shaw y Rosario Thays. Estudió en el Colegio Newton y en el Colegio Nuestra Señora del Carmen, Carmelitas, de la ciudad de Lima.
A los quince años de edad, Shaw participó en el reality de canto Superstar, donde obtuvo el segundo lugar. Llamó la atención de varias empresas que empezaron a solicitarla como modelo publicitaria. En 2008 se sumó a Glow, grupo con el que grabó un disco y dejó al poco tiempo.
Shaw se lanzó como solista en 2010 teniendo como productor a Francisco Murias. Grabó su primer EP: Destrozado y sin control, del cual realizó dos videos: «Destrozado y sin control» y «Una vez más»; ambos rotados por la cadena de televisión MTV Latinoamérica.
Shaw representó a Perú en la categoría internacional del Festival de Viña del Mar, realizado en febrero de 2011. Shaw obtuvo el segundo puesto luego de tres presentaciones. De regreso a Lima, fue telonera del Lima Pop Festival, donde se presentaron Shakira, Train y Ziggy Marley.

### 2011-2017: Participaciones en programas de televisión y debut actoral
Shaw concursó en el programa de telerrealidad de baile El gran show: cuarta temporada conducido por Gisela Valcárcel, donde obtuvo el segundo puesto tras dos meses de competencia. Gracias a su segundo puesto clasificó para la última temporada del año llamada El gran show: Reyes del show, donde obtuvo el séptimo puesto. Paralelamente al certamen de baile, Shaw debutó como actriz protagonizando la obra de teatro Carmín, el musical junto a Diego Bertie.
Durante 2012 condujo el espacio Santa pecadora por la estación de radio Studio 92. Como cantante, lanzó el sencillo «No me verás llorar». El 3 de mayo de 2012, Shaw abrió el concierto en Lima de Ali Campbell —exvocalista de la banda UB40—, con quien también interpretó a dúo el tema «I Got You Babe».
Shaw realizó su primera aparición en cine en la película peruana de terror Cementerio general, del director Dorian Fernández-Moris, estrenada en julio de 2013. En octubre de 2013, se estrenó la película Rocanrol 68, comedia dirigida por Gonzalo Benavente, que cuenta una historia juvenil ambientada en el verano de 1968 en Lima, donde Shaw interpreta a una vendedora de discotienda.
Shaw concursó en el concurso de talentos de imitación Tu cara me suena conducido por Adolfo Aguilar, en el cual obtuvo el tercer lugar tras cuatro meses de competencia.
Se presentó el videoclip del sencillo «Ven» en septiembre de 2013, y en noviembre lanzó el videoclip de «Don» —tributo a Libido—. Shaw retomó su carrera como cantante con su primer álbum lanzado en febrero de 2014: Destrozado y sin control.
El 19 de enero de 2015, se unió al programa juvenil de América Televisión Esto es guerra, su sinopsis es de competencias, de la cual queda eliminada.
Shaw concurso en el programa de telerrealidad de baile El gran show: decimosexta temporada conducido por Gisela Valcárcel, donde obtuvo el segundo puesto tras tres meses de competencia. Gracias a su segundo puesto, clasificó para la última temporada del año llamada El gran show: Reyes del show, donde tuvo una corta participación.

### 2018-presente:Yo soy Leslie ShawyPiscis, vol. 1
En 2019 Shaw, aparte de tener gran éxito con el sencillo «La faldita» junto al dúo venezolano Mau & Ricky, colaboró como telonera en las giras que se realizaron en Lima el 9 de mayo del cantante colombiano Maluma: F.A.M.E. Tour y 11:11 Maluma World Tour, ambas el mismo día en el anfiteatro del Parque de la Exposición. Y, el 26 de julio, participó en la ceremonia de inauguración de los Juegos Panamericanos de 2019 en Lima, junto al cantante puertorriqueño Luis Fonsi, realizada en el Estadio Nacional del Perú.
En 2020 consiguió el premio Heat como mejor artista de la región sur, siendo la primera peruana en conseguirlo. En ese año, la revista Vogue la incluyó en su artículo «Perú, cuna de talentos».
En 2024, Shaw anunció su incursión en la cumbia peruana, al mismo tiempo que afirmaba la falta de competencia en el género urbano en el país.

## Discografía

### Álbumes de estudio
- Destrozado y sin control (2010)

### EP
- Yo soy Leslie Shaw (2020)
- Piscis, vol. 1 (2023)

### Sencillos
- Destrozado y sin control (2010), #44 en Los 100 + pedidos del 2010, MTV LA Centro.
- Una vez más (2010), #44 en Los mejores videos del 2011, MTV LA Centro.
- Estúpida chica pop (2010)
- Luz (2011)
- Mientes (2011)
- No me verás llorar (2012)
- Que esto no pare (2012)
- Ven (2013)
- Instinto animal (2014)
- Siempre más fuerte (2015)[31]
- Tal para cual (2016), feat. Mario Hart
- Decide (2016)
- Loco (2017)
- Volverte a ver (2017), feat. Legarda
- Si me ves con alguien (2018)
- Si me ves con alguien (remix) (2018), feat. Kapla & Miky
- Si me ves con alguien (female remix) (2018), feat. Ali Urban y Mia Mont
- Intocable (remix) (2019), feat. Tefi y Ali Urban
- Faldita (2019), feat. Mau y Ricky
- Solterita de oro (2019), feat. Lerica y Gente de Zona
- Contigo (2019)
- Bombón (2019)
- Estoy soltera (2020), feat. Thalía & Farina
- Sola y soltera (2021), feat. el Prefe & Vla Music
- La culpa (2021), feat. Jacob Forever & Vla Music
- No olvido (2021)
- C.U.L.I.T.O (2021), feat. Vitão & Saga WhiteBlack
- Poderes (2022)
- Castigo (2022), feat. Márama
- Free (2022), feat. Zetto
- Piscis (2023)
- Fin de semana (2023), feat. Hermanos Yaipén

## Filmografía

### Cine
| Año  | Título                         | Rol                 | Notas |
| ---- | ------------------------------ | ------------------- | ----- |
| 2013 | Cementerio general             | Victoria «Vicky»    |       |
| 2013 | Rocanrol 68                    | Male                |       |
| 2015 | Cementerio general 2           | Victoria «Vicky»    |       |
| 2015 | Como en el cine                | Pareja de Dani      |       |
| 2016 | Hasta que la suegra nos separe | Patty, la vendedora |       |
| 2017 | Death race 2050                | Eve                 |       |

### Televisión
| Año     | Título                                 | Rol             | Notas           |
| ------- | -------------------------------------- | --------------- | --------------- |
| 2005    | Superstar                              | Participante    | 2.º puesto      |
| 2011    | Very verano                            | Modelo          |                 |
| 2011    | El gran show (2011): cuarta temporada  | Participante    | 2.º puesto      |
| 2011    | El gran show (2011): Reyes del show    | Participante    | 7.º puesto      |
| 2012    | Corazón de fuego                       | Cita de Patrick | Actriz invitada |
| 2013-14 | Tu cara me suena                       | Participante    | 3.er puesto     |
| 2014    | Yo soy Kids                            | Asesora         |                 |
| 2014    | Al fondo hay sitio                     | Inga            | Actriz invitada |
| 2014    | Gisela, el gran show                   | Participante    | Ganadora        |
| 2015    | Esto es guerra                         | Participante    |                 |
| 2015    | Ven, baila, quinceañera                | Dora            | Actriz invitada |
| 2016    | Mis tres Marias                        | Madonna         | Actriz invitada |
| 2016    | El gran show: decimosexta temporada    | Participante    | 2.º puesto      |
| 2016    | El gran show: Reyes del show           | Participante    | 8.º puesto      |
| 2017    | Amor de verano                         | Conductora      |                 |
| 2017    | El gran show: Reyes del show           | Participante    | 5.º puesto      |
| 2024    | El gran chef famosos: novena temporada | Participante    | 3.ª expulsada   |

## Teatro
| Año  | Título             | Rol                  | Notas                                    |
| ---- | ------------------ | -------------------- | ---------------------------------------- |
| 2011 | Carmín, el musical | Fiorella Menchelli   | Rol principal, Teatro Marsano            |
| 2014 | Grease, el musical | Marty                | Rol principal, teatro Mario Vargas Llosa |
|      |                    | Rol principal, Icpna |                                          |
| 2015 | Madama Butterfly   | Kate Pinkerton       | Reparto, Teatro Nacional                 |

## Premios y nominaciones
| Año  | Premio                  | Categoría                       | Nominación                                       | Resultado | Ref.   |
| ---- | ----------------------- | ------------------------------- | ------------------------------------------------ | --------- | ------ |
| 2020 | Premio Heat Latin Music | Mejor artista sur               | Ella misma                                       | Ganador   | [ 3 ]  |
| 2020 | Premio Luces            | Hit del año                     | «Estoy soltera»                                  | Ganador   | [ 34 ] |
| 2021 | Premio Luces            | Hit del año                     | «No olvido»                                      | Nominada  | [ 35 ] |
| 2021 | Premio Inkatón          | Mejor artista femenina          | Ella misma                                       | Nominada  | [ 36 ] |
| 2021 | Premio Inkatón          | Artista revelación imperio Inka | Ella misma                                       | Nominada  | [ 37 ] |
| 2021 | Premio Inkatón          | Mejor canción urbana            | «C.U.L.I.T.O.» (junto a Saga WhiteBlack y Vitão) | Nominada  | [ 38 ] |
| 2022 | Premio Heat Latin Music | Mejor artista sur               | Ella misma                                       | Nominada  | [ 39 ] |
| 2023 | Premio Luces            | Hit del año                     | «Castigo» (junto a Márama)                       | Nominada  |        |